# Escuadra (herramienta)
Una escuadra es una herramienta que se utiliza para marcar y hacer referencia a ángulos de 90°, aunque las escuadras de inglete se utilizan para medir ángulos de 45°. Se usan habitualmente en carpintería, metalistería, construcción y dibujo técnico. Algunas escuadras incorporan una escala para medir distancias (una regla graduada) o para calcular ángulos.

## Terminología
Muchas escuadras están hechas de dos partes, una "culata" y una "hoja" o "lengua" recta.: 472  La culata suele ser más gruesa que la hoja, que se fija dentro o sobre la culata. La hoja suele tener bordes paralelos. La culata generalmente se sostiene contra el borde de una pieza de trabajo o una mesa de dibujo y luego la lengüeta se usa como regla para hacer una marca o como referencia para verificar la precisión de un ángulo.

## Historia

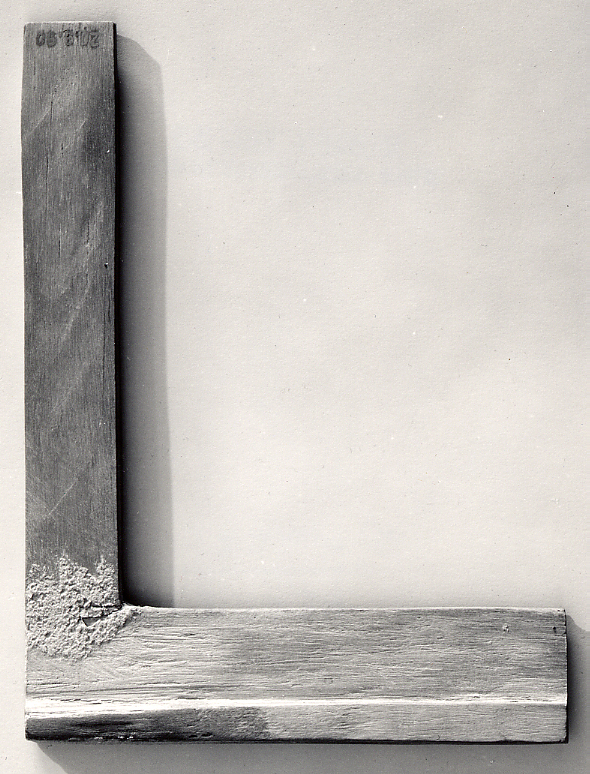
Escuadra de comprobación utilizada en el antiguo Egipto (2000 años a. C.)

Se han conservado escuadras de comprobación de madera procedentes del antiguo Egipto y antigua Roma, y aparecen representadas en obras de arte de ambos períodos. A partir del siglo XVIII comenzaron a producirse en fábricas, aunque anteriormente eran los mismos operarios quienes construían sus propias escuadras,: 472  y algunos carpinteros siguen haciéndolo.

## Tipos de escuadra
Hay varios tipos diferentes de escuadras que se utilizan para una gran variedad de industrias y propósitos diferentes:
| Nombres | Imagen | Descripción y uso |
| --- | ------ | --- |
| Escuadra central, buscador central o escuadra radial                                                       |        | Diseñada para marcar el centro de objetos redondos, como clavijas en carpintería. La forma más común consiste en una culata en forma de 'L' con una hoja larga fijada siguiendo el interior de la bisectriz del ángulo recto. Otro tipo está hecho de una sola pieza de metal con dos pasadores perpendiculares que se colocan contra el borde de la pieza de trabajo.: 477 Las escuadras centrales también se fabrican para usarse como parte de una escuadra combinada.                                                                                       |
| Escuadra combinada, o escuadra deslizante                                                                  |        | Una escuadra combinada cuenta con una regla (la hoja) que se puede deslizar y ajustar dentro de una cabeza (la culata). La cabeza suele tener una cara a 90° de la regla y otra a 45° de la regla. Originalmente diseñada para mecánicos, la herramienta se usa comúnmente en carpintería. También se pueden comprar con cabezales localizadores centrales y cabezales transportadores y, a menudo, incorporan un nivel de burbuja.: 124–127 |
| Escuadra cilíndrica, o escuadra de cilindro                                                                |        | Una escuadra de cilindro es un cilindro de acero sólido de peso considerable, que ha sido mecanizado con un alto grado de precisión, con los extremos perpendiculares al eje del cilindro, utilizado en metalistería. Al colocarlo en posición vertical sobre una superficie plana conocida, como una plancha metálica, se puede usar para verificar la precisión de otros elementos, como las escuadras de ingeniero. |
| Escuadra de ingeniero, o escuadra de mecánico                                                              |        | Una escuadra de ingeniero es el equivalente a una escuadra de comprobación de los trabajadores metalúrgicos. Consiste en una hoja de acero insertada y soldada o remachada en una culata de acero más pesada y gruesa en un ángulo de 90°. |
| Escuadra de diseño inglesa                                                                                 |        | Una histórica escuadra de carpintería en forma de 'A', que también se puede combinar con una plomada para marcar ángulos. |
| Escuadra de carpintero, escuadra de acero o escuadra de diseñar tejados                                    |        | Diseñada originalmente para construir entramados de madera, una escuadra de carpintero está hecha de una sola pieza plana de metal o polímero con un diseño estandarizado, con una hoja larga y ancha, y con una lengüeta más corta y estrecha a 90°. También se puede utilizar para medir longitudes y calcular ángulos.: 475 |
| Escuadra en L                                                                                              |        | Término genérico que se utiliza para denominar las escuadras en forma de L, incluidas las de carpintero, de mecánico y de comprobación. El borde más corto suele ser la culata y el borde más largo es la hoja. |
| Escuadra de comprobación de Durero                                                                         |        | Un estilo histórico de escuadra para trabajar la madera (aparece en el grabado de Alberto Durero, titulado Melancolía), en el que el ancho de la hoja coincide con el largo de la culata. Ha visto un renovado interés en los últimos años por algunos carpinteros. |
| Bisel de inglete                                                                                           |        | Un bisel de inglete es una escuadra de inglete histórica, con un diseño similar a la escuadra de prueba de representada por Durero. |
| Escuadra de inglete                                                                                        |        | La escuadra de inglete se utiliza en carpintería para marcar y medir ángulos de 45° y su ángulo suplementario, 135°. El tipo más común (en la foto) tiene una lengüeta colocada a 45° con respecto a la culata. Las escuadras de inglete producidas comercialmente por lo general tienen una lengüeta de metal y una culata de madera, aunque históricamente los carpinteros solían hacer las suyas con madera.: 472, 476 A pesar de tener el nombre de escuadra, la mayoría de las escuadras de inglete no se utilizan para marcar o verificar ángulos de 90°. |
| Trabajos singulares                                                                                        |        | Una herramienta multifunción fabricada originalmente por Stanley, que incorpora una escuadra de prueba y una escuadra de inglete. |
| Escuadra con plomada                                                                                       |        | Un escuadra que incorpora un plomada para comprobar si algo está nivelado y para hacer marcas horizontales. |
| Escuadra de posicionamiento, escuadra de sujeción o escuadra de montaje                                    |        | Una escuadra en forma de L que se utiliza en carpintería para comprobar un ángulo interior o exterior al ensamblar piezas de trabajo, como cajas. Están diseñadas para ser lo suficientemente rígidas como para sujetarlas en su lugar. |
| Juego de escuadras                                                                                         |        | Los juegos de escuadras se utilizan en dibujo técnico, permitiendo trazar un ángulo recto u otro ángulo plano particular, apoyando una de ellas sobre la otra, colocada a su vez sobre la alineación de referencia. Por lo general, están hechos de plástico transparente. Los juegos más comunes son las escuadras de 45° (una esquina de 90° y dos esquinas de 45°) y los triángulos de 60/30 (con esquinas de 90°, 60° y 30°). Otro tipo es la escuadra ajustable, que presenta un borde que se puede acomodar a cualquier ángulo de 0° a 90°.               |
| Escuadra rápida, escuadra de viga, escuadra de ángulo de viga, escuadra de triángulo, o escuadra de diseño |        | Una escuadra rápida es una escuadra de carpintero triangular que combina las funciones de escuadra combinada, escuadra de comprobación y escuadra de enmarcado en una sola herramienta. Se puede utilizar para calcular y marcar ángulos, para suspender una plomada y como guía para una sierra circular. |
| Escuadra de comprobación, o escuadra de ajuste                                                             |        | Una escuadra de comprobación es el equivalente en carpintería de una escuadra de ingeniero. Fabricada con una hoja de acero delgada fijada a 90° en una pieza más gruesa, que normalmente está hecha de madera. La cara interior de la culata a veces está revestida con latón para reducir el desgaste. Históricamente, los carpinteros solían hacer sus propios escuadras de prueba con madera. La parte superior de la culata a veces está en un ángulo de 45°, por lo que la escuadra también se puede usar como una escuadra de inglete.: 477–479          |
| Regla T, escuadra de cristalero o escuadra de yesero                                                       |        | En una regla T, la hoja está fijada en el centro de la culata, formando una 'T'. El tipo más común de escuadra en T es una guía para dibujar líneas horizontales en una mesa de dibujo, sirviendo de apoyo a una escuadra para dibujar líneas verticales o diagonales. Los carpinteros y cristaleros utilizan otros tipos de escuadras en T para marcar materiales en materiales suministrados en piezas rectangulares, como madera contrachapada, vidrio y placas de yeso.                                                                                     |

## Precisión

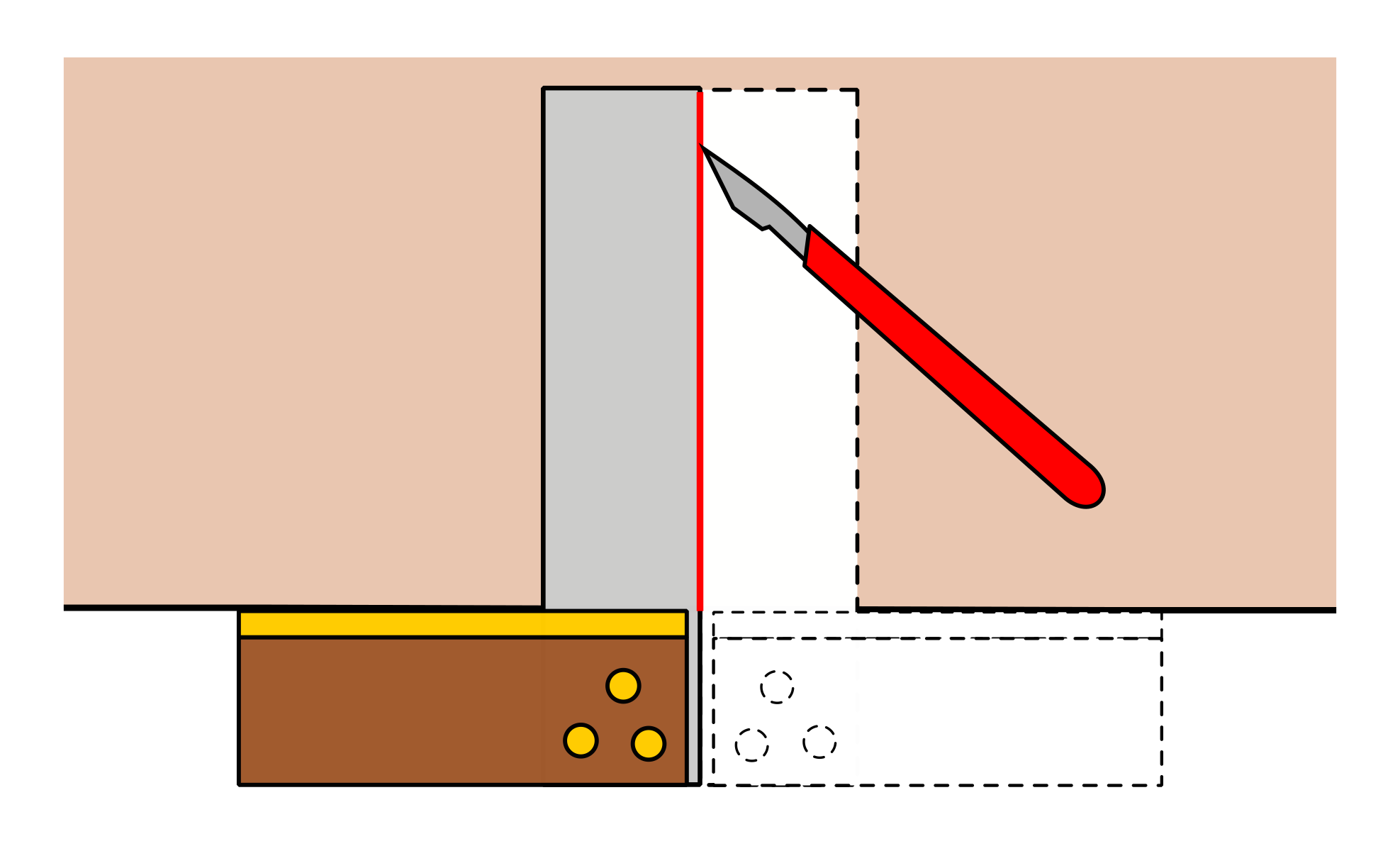
Verificación de una escuadra de comprobación contra sí misma

Las diferentes industrias y aplicaciones tienen distintos requisitos de precisión para las escuadras. Algunas se fabrican para cumplir con los estándares de precisión regulados, como las normas British Standards BS 939: 2007 para escuadras de ingeniería y BS 3322 para escuadras de prueba.
Un escuadra puede volverse inexacta con el tiempo debido al uso común o a su deterioro, como cuando los bordes se desgasten, la escuadra se caiga o se maltrate. Los materiales, sobre todo la madera, también pueden variar con los cambios de temperatura y humedad. Se puede comprobar la precisión de las escuadras con una referencia conocida, como un escuadra o pieza de maquinaria que se sabe que es precisa o con una escuadra cilíndrica. También se puede usar una luz brillante o calibres de espesores para verificar si hay espacios entre la escuadra y el objeto al que se hace referencia.
A través de la simetría, los escuadras también se pueden comparar con ellas mismas. Un método para los escuadras en forma de L (ilustrado) es sostener la escuadra contra un borde recto conocido fiable, trazar una línea usando un lápiz afilado, y luego se voltea la escuadra y desde el mismo punto se traza otra línea. Si la escuadra es exacta, solo debería haber una línea visible.
Hay varios métodos para corregir manualmente una escuadra inexacta. Por ejemplo, las hojas de madera se pueden corregir con un cepillo manual y papel de lija, mientras que las hojas de metal se pueden corregir con limas, tela de esmeril o papel de lija. Las escuadras de ajuste se pueden corregir con un martillo y un punzón.

## Simbolismo

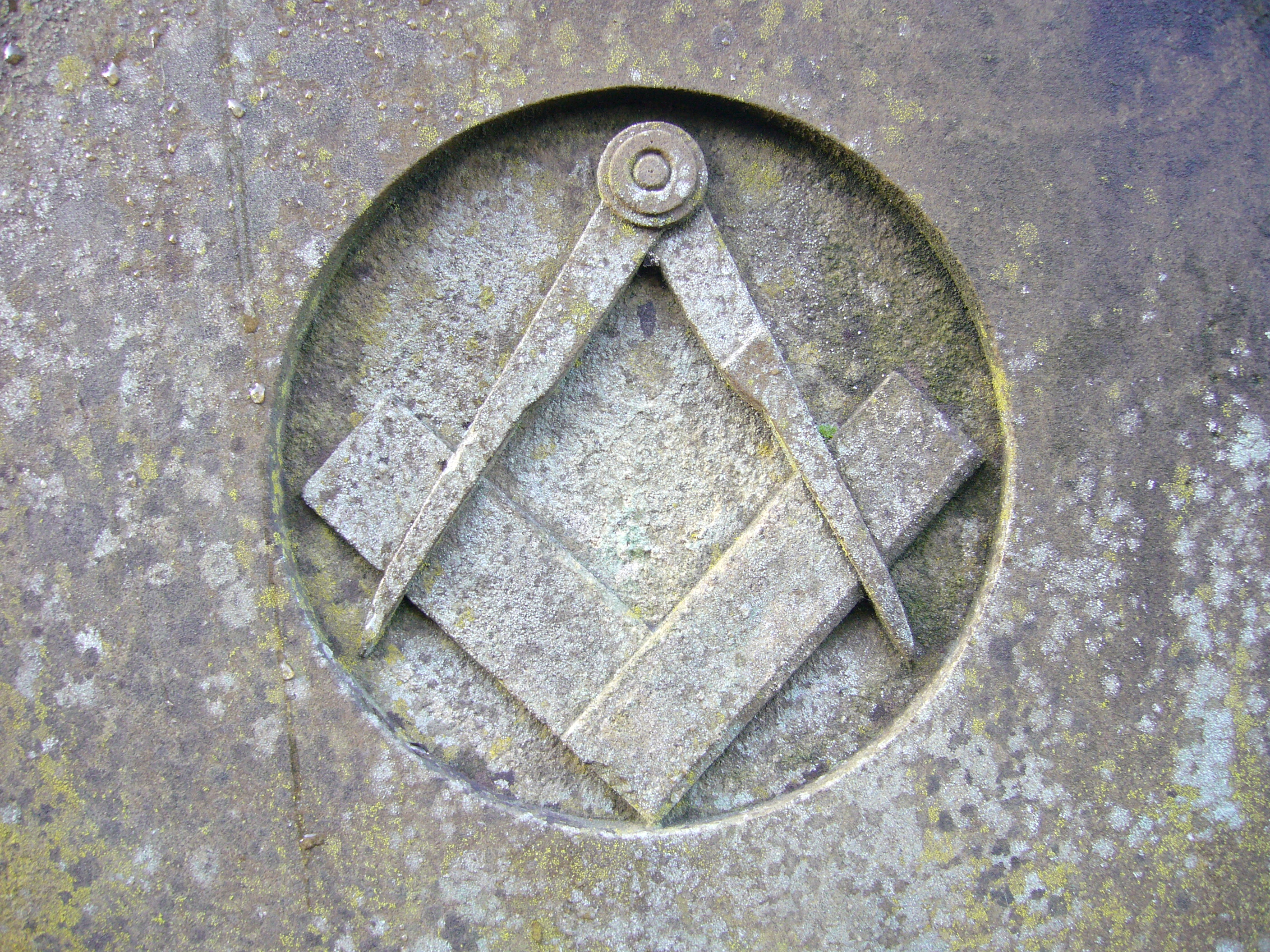
La escuadra y el compás, símbolo usado por la francmasonería

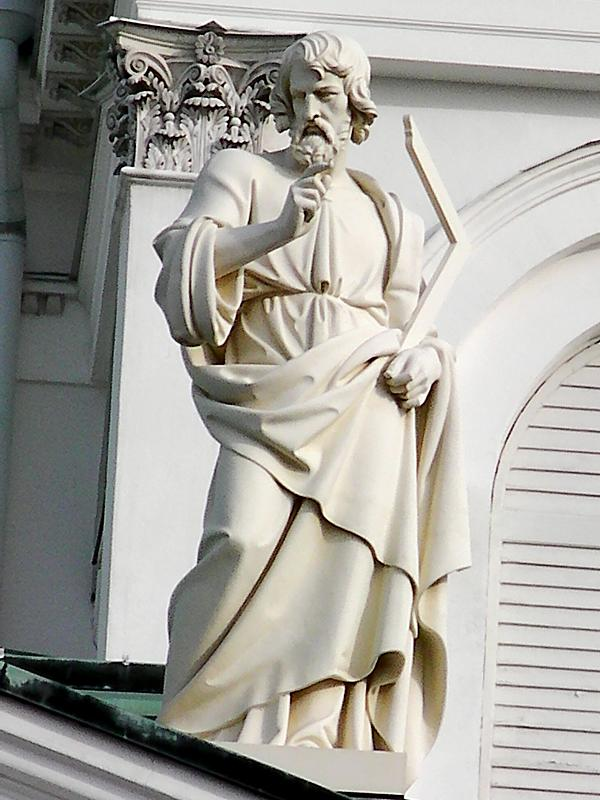
Estatua en Helsinki de Tomás el Apóstol sujetando una escuadra

La escuadra está incorporada en el símbolo de la francmasonería más común, la escuadra y el compás. Históricamente, los carpinteros también han utilizado escuadras, como ensambladores y carpinteros, como símbolos en carteles y heráldica para representar su oficio. La escuadra como símbolo también se ve en las representaciones artísticas de los santos cristianos Tomás el Apóstol y Santiago el Menor.